# Сешан, Рено

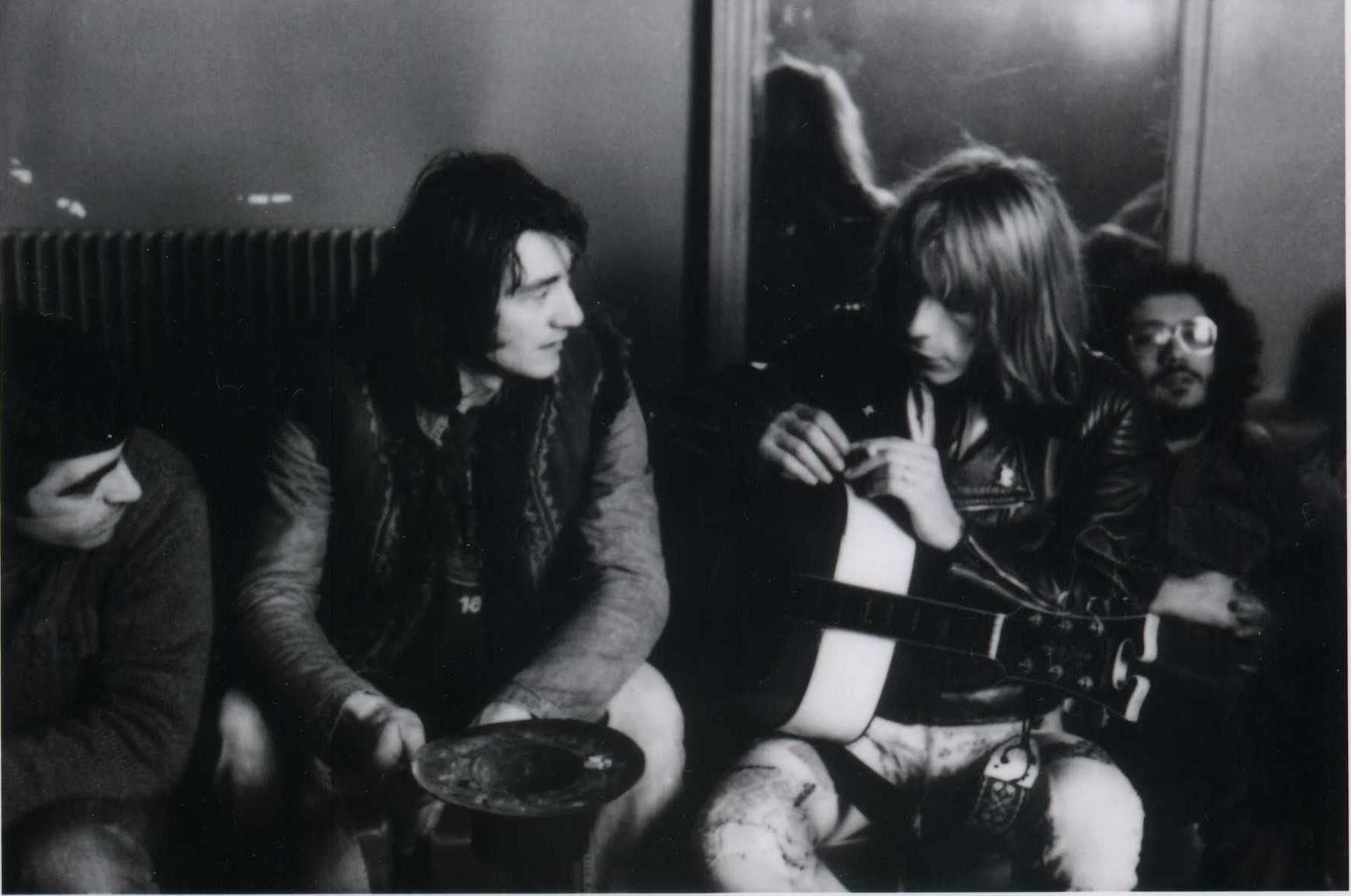
Рено (с гитарой) после своего концерта в 1978 г.

Рено Пьер Манюэль Сешан, более известный как Рено (фр. Renaud Pierre Manuel Séchan, Renaud; род. в 1952 г.) — французский поэт, бард
, шансонье. Выпустил 23 альбома, общий тираж которых превысил 15 млн экземпляров.

## Биография
Рено Пьер Манюэль Сешан родился 11 мая 1952 г. в Париже, в семье профессора.

## Дискография
- Amoureux de Paname (1975)

- Laisse béton (1977)
- Ma gonzesse (1979)
- Marche à l'ombre (1980)
- Le Retour de Gérard Lambert (1981)
- Morgane de toi (1983)
- Mistral gagnant (1985)
- Putain de camion (1988)
- Marchand de cailloux (1991)
- Renaud cante el' Nord (1992)
- À la Belle de Mai (1994)
- Renaud chante Brassens (1996)
- Boucan d'enfer (2002)
- Rouge Sang (2006)
- Molly Malone – Balade irlandaise (2009)
- Renaud (2016)
- Les mômes et les enfants d'abord  (2019)